# Dasineura rhois
Dasineura rhois är en tvåvingeart som först beskrevs av Daniel William Coquillett 1895.  Dasineura rhois ingår i släktet Dasineura och familjen gallmyggor. Inga underarter finns listade i Catalogue of Life.